# Gens Mucia
De gens Mucia was een van oorsprong plebeïsche, oude en beroemde gens uit het oude Rome, die vele uitstekende rechtsgeleerden opleverde. Het nomen gentile van deze gens was Mucius voor mannen en Mucia voor vrouwen.
De meest gebruikte praenomina binnen deze gens waren Publius en Quintus, alsook Gaius. De gens voerde haar cognomen Scaevola ("de linkse", "de linkshandige") terug op een (semi-)legendarische voorouder: Gaius Mucius Scaevola.

## Bekende leden van de gens Mucia
- Gaius Mucius Scaevola, pleegde een mislukte moordaanslag op Lars Porsena (ca. 508 v.Chr.);
- Publius Mucius Scaevola, vader van de praetor in 215 v.Chr.
- Quintus Mucius P. f. Scaevola, praetor in 215 v.Chr., ontving Sardinia als zijn provincia. Zijn imperiums daar werd voor drie jaar verlengd;[1]
- Quintus Mucius Q. f. P. n. Scaevola, consul in 174 v.Chr.;[2]
- Publius Mucius Q. f. P. n. Scaevola, consul in 175 v.Chr., mocht een triomftocht houden voor zijn overwinning op de Ligures;[3]
- Publius Mucius (P. f. Q. n.) Scaevola, consul in 133 v.Chr.; twee jaar later volgde hij zijn broer, Publius Licinius Crassus Dives Mucianus, op als pontifex maximus. Hij werd beschouwd als een van de grondleggers van het ius civile;
- Publius Licinius Crassus Dives Mucianus, pontifex maximus, en consul in 131 v.Chr.; hij werd verslagen en gedood door Aristonicus;
- Quintus Mucius Q. f. Q. n. Scaevola, called the augur, consul in 117 v.Chr.
- Mucia Q. f. Q. n., de oudste dochter van Quintus Mucius Scaevola, de augur, huwde met Lucius Licinius Crassus, de redenaar, die consul was in 95 v.Chr. samen met haar neef, Quintus Mucius Scaevola;
- Tertia Mucia Q. f. Q. n., beter bekend als Mucia Tertia, de jongere dochter van de augur, huwde Gnaius Pompeius Magnus maior;
- Quintus Mucius P. f. (P. n.) Scaevola, zoon van de pontifex maximus, was consul in 95 v.Chr. en werd later zelf pontifex maximus. Hij werd vermoord onder de proscripties van Gaius Marius minor.
- Gaius Licinius Mucianus, consul in 52, 70 en 75 n.Chr.; een door Publius Cornelius Tacitus geprezen generaal, staatsman, redenaar en historicus, een sterke aanhanger van Vespasianus.